# Jody Scheckter
Jody Scheckter (ur. 29 stycznia 1950 w East London) – południowoafrykański, były kierowca wyścigowy, mistrz świata Formuły 1 w sezonie 1979.

## Życiorys
Scheckter szybko dostał się do Formuły 1 po przeprowadzce do Wielkiej Brytanii w 1970. Zadebiutował w Grand Prix USA na torze Watkins Glen w McLarenie, gdzie jechał na trzeciej pozycji, jednak po błędzie spadł na dziewiąte miejsce. Rozwijał się dalej i rok później wygrał mistrzostwa Formuły 5000 i wziął udział w pięciu wyścigach Formuły 1. W GP Francji był bliski zwycięstwa w swym trzecim starcie w Formule 1, jednak zderzył się z Emersonem Fittipaldim. W następnym starcie Scheckter spowodował duży wypadek, po którym odpadło 12 pojazdów. To wydarzenie podsumowuje jego wczesną karierę. Scheckter wystąpił z numerem 0 w Grand Prix USA i Grand Prix Kanady w sezonie 1973. Prócz niego tylko Damon Hill jeździł z takim numerem.
Tyrrell nie miał problemów, aby ściągnąć szybkiego Schecktera i dać mu cały sezon w F1 w 1974. Jody odwdzięczył się trzecim miejscem w klasyfikacji kierowców i zwycięstwami w GP Szwecji i GP Wielkiej Brytanii. W ciągu roku zdobył punkty w ośmiu kolejnych wyścigach, co jest jednym z najlepszych wyników w historii. W 1975 Jody i jego zespół nie osiągnęli znaczących sukcesów, ale rok 1976 znów dał trzecie miejsce w klasyfikacji kierowców. W tym sezonie Tyrrell używał jednego z najbardziej radykalnych bolidów w historii Formuły 1, sześciokołowego Tyrrella P34. Scheckter wygrał w Grand Prix Szwecji na torze Anderstorp. W dwunastu wyścigach punktował dziesięć razy.
Przed sezonem 1977 Scheckter przeszedł do nowego kanadyjskiego zespołu Wolf i wygrał w ich pierwszym wyścigu. Wygrał jeszcze dwa wyścigi i był często na podium, kiedy udawało mu się ukończyć wyścigi. Przegrał jednak z dominującym Nikim Laudą. Rok następny nie był tak pomyślny i Scheckter ukończył go na siódmym miejscu. Na sezon 1979 przeszedł do Ferrari.
Krytycy twierdzili, że nie zdoła być w dobrych stosunkach z zarządem, jednak przekroczył najśmielsze oczekiwania i pomógł zdobyć Ferrari jeden z bardziej pamiętanych tytułów mistrza świata konstruktorów F1 razem z Gilles'em Villeneuve'm. Scheckter za kierownicą bolidu Ferrari 312T4 konsekwentnie kończył wyścigi, wygrywając trzy z nich i zdobył tytuł mistrza świata kierowców. Następny sezon był katastrofą. Scheckter walczył nie o obronę tytułu, a o zakwalifikowanie się do poszczególnych GP. Zdołał zdobyć zaledwie dwa punkty i wycofał się z wyścigów.
Scheckter był ostatnim mistrzem Formuły 1 dla Ferrari do czasu zdobycia tytułu przez Michaela Schumachera w sezonie 2000. Po odejściu od sportu Scheckter założył własną firmę. Pieniądze z firmy pozwoliły Scheckterowi wspomóc kariery jego synów – Tomasa i Toby'ego.
Obecnie Jody Scheckter zajmuje się produkcją żywności na własnej organicznej farmie.